# عائلة فسنجاس
عائلة فسنجاس (وتكتب أيضًا فسنجوس)، كانت اسم عائلة نبيلة فارسية  خدمت الدولة البويهية. وكان أول أفراد الأسرة هو أبو الفضل العباس بن فسنجاس، وهو نبيل ثري من أهل شيراز، وكان في خدمة الأخوين البويهيين عماد الدولة ومعز الدولة. تُوفي لاحقًا في عام 953 عن عمر يناهز 77 عامًا.